# 몽산화상육도보설 (충청북도의 유형문화재 제385호)
몽산화상육도보설(蒙山和尙六道普說)은 대한민국 충청북도 청주시 흥덕구 청주고인쇄박물관에 있는, 조선 시대의 목판본 서책이다. 2020년 3월 6일 충청북도의 유형문화재 제385호로 지정되었다.

## 지정 사유
원나라 시대의 고승(학덕 높은 승려)인 몽산화상 덕이(蒙山和尙 德異, 1231~1308)가 중생에게 범부의 자리를 벗어나 성인의 지위에 들어갈 것을 권하는 서적(불서, 佛書)이다. 몽산화상의 불교 사상 및 철학은 고려 선종에 커다란 영향을 미쳤고, 조선을 거쳐 오늘날까지 한국 선종의 중요한 흐름을 형성하였다.
이 책은 1497년 전라도 진안에 있는 현암(懸庵)이라는 암자에서 다시 새겨진 목판본으로, 우리나라에서 간행된 6행 13자본 가운데는 가장 이른 판본에 속한다.

## 몽산화상 덕이(蒙山和尙 德異)가 남긴 설법
몽산화상육도보설(蒙山和尙六道普說)은 앞서 언급한 것처럼, 13세기 송원대에 활동한, 중국 송나라 태생의 원나라 시대의 고승(학덕 높은 승려)이었었던, 몽산화상 덕이(蒙山和尙 德異)라는 이가, 철학적으로 설법한 내용을 모은, 시대적 불서(佛書)이기도 하다.
1231년 남송(南宋) 말기 시대의 린안(臨安, 지금의 중공 영토 저장 성 항저우)에서 출생한 이이기도 한, 불교 임제종 승려 출신의, 몽산화상 덕이(蒙山和尙 德異, 속성은 송(宋)씨)라는 자는, 1246년(만15세 남짓)에 불교 승려로 출가하여, 1268년(만37세)에 남송(南宋)의 제6대 군주 도종(度宗)과, 당시의 대리청정(섭정)이었었던, 승상 가사도(賈似道)가 의례(儀禮)하는, 송(宋) 말기 시대의 린안(臨安)의 봉선(封禪)의 예(禮)를, 먼 발치에서 목도한 것을 마지막으로, 만37세 시절에 출국하면서, 성종(聖宗)·인종(仁宗)의 치세의 천(陳) 왕조 시대의 탕롱(昇龍, 지금의 베트남 하노이)로 간이 정주하여, 15년 남짓 동안 간이 수도 생활하다가, 1283년 세조(世祖) 쿠빌라이 황제의 치세의 원(元) 초기 시대의 다두(大都, 지금의 중공 영토 베이징)로 옮겨 출국하여 12년 수도하던 찰나에, 1295년 충렬왕(忠烈王)의 치세의 고려(高麗) 시대의 개경(開京)의 벽란도항(碧瀾渡港)으로 마지막 출국과 함께 고려에 입국하면서, 순전히 마지막으로, 1295년 북계(北界)의 강절(江浙, 행정구역상, 지금의 대한민국 강원도 양양)의 휴휴암(休休菴)에서 5년 수도를 거쳐, 1300년 서해도(西海道)의 신천(信川, 행정구역상, 지금의 북괴 영토 황해남도)의 패엽사(貝葉寺)에서는, 8년 수도하는 등, 1308년 안악(安岳, 행정구역상, 지금의 북괴 영토 황해남도)에서, 입적(향년 만77세)할때까지, 고려에서 어언 13년 남짓 동안, 마지막 수도하면서 지냈었다.

## 같이 보기
- 몽산화상육도보설

## 참고 문헌
- 몽산화상육도보설 - 국가유산청 국가유산포털